# Douglas Emhoff
Douglas Craig Emhoff (Nova York, 13 de outubro de 1964) é um advogado americano e marido da ex-vice-presidente dos Estados Unidos, Kamala Harris. Ele é o primeiro segundo-cavalheiro dos Estados Unidos.

## Início de vida e educação
Nasceu de pais judeus, Michael e Barbara Emhoff, no bairro de Brooklyn em Nova York, tendo um irmão chamado Andy, e uma irmã, Jamie. Ele morou em Nova Jersey de 1969 a 1981, mudando-se com sua família para a Califórnia quando era adolescente. Formou-se na Agoura High School, recebendo um diploma de bacharel em Artes pela Universidade do Estado da Califórnia em Northridge, e um Juris Doctor da USC Gould School of Law.

## Carreira
Emhoff é um litigante de entretenimento e começou sua carreira no grupo de litígios Pillsbury Winthrop. Mais tarde, ele se mudou para Belin Rawlings & Badal, uma empresa boutique, no final dos anos 1990. Ele abriu sua própria empresa com Ben Whitwell em 2000. A empresa foi adquirida pela Venable em 2006. Seus clientes incluíam Walmart e Merck. Emhoff então se tornou diretor administrativo dos escritórios da Costa Oeste da Venable.
Emhoff ingressou na DLA Piper como parceiro em 2017, trabalhando em seus escritórios em Washington, D.C. e Califórnia. Após o anúncio de que Kamala Harris seria a companheira de chapa de Joe Biden na eleição presidencial de 2020 nos Estados Unidos, Emhoff tirou uma licença do DLA Piper.

## Vida pessoal
Foi casado por 16 anos com Kerstin Mackin, com quem teve dois filhos: Cole e Ella. Ele se casou com Kamala Harris em 22 de agosto de 2014, em Santa Barbara. Em agosto de 2019, Douglas e Kamala tinham um patrimônio líquido estimado em $ 5,8 milhões.
Kamala Harris foi uma candidata nas primárias presidenciais do Partido Democrata em 2020 antes de desistir em dezembro de 2019. Ele apareceu na campanha várias vezes com sua esposa.

## Segundo-cavalheiro dos Estados Unidos
Sua esposa foi anunciada como companheira de chapa de Joe Biden para a eleição presidencial nos Estados Unidos em 2020 em 11 de agosto de 2020, o que significa que Douglas é o terceiro homem na história dos Estados Unidos a ser cônjuge de um companheiro de chapa vice-presidencial de um grande partido político, depois de John Zaccaro e Todd Palin. Com a eleição de Kamala, ele se tornou o primeiro segundo-cavalheiro da história dos Estados Unidos. Ele também é o primeiro cônjuge judeu de um vice-presidente do país.